# Scarabaeus pabulator
Scarabaeus pabulator là một loài bọ cánh cứng trong họ Bọ hung (Scarabaeidae).